# 恐龍行星
《恐龍行星》（又譯《恐龍星球》）是由Nigel Paterson和Phil Dobree指導的六集電視紀錄片，由BBC製作，並由John Hurt作旁白。 它於2011年首次在英國播出，由Jellyfish Pictures視覺特效工作室製作。 這是自《與恐龍同行》以來，英國廣播公司第一台（BBC One）與恐龍有關的第一個系列。在片中出現了有超過50種不同的史前物種，它們和它們的環境完全計算機生成的圖像創建的，其成本大約是十年前與恐龍同行所需的生產成本的三分之一。該系列的大部分情節都基於自《與恐龍同行》以來的科學發現。《恐龍星球》的對應書籍於2011年9月8日發行，DVD和藍光於2011年10月24日發行。

## 分集簡介

#### 失落世界（Lost World）[5]
9500萬年前, 晚白堊世（埃及，北非）
本集出現的物種：豪勇龍 · 棘龍 · 稜角鱗鱷 · 帆鋸鰩 · 皺褶龍 · 鯊齒龍 · 帝鱷 · 不死鸟翼龙

#### 羽毛恐龍（Feathered Dragons）
1億5400萬年前，晚侏羅世（中國北京）
8500萬年前，晚白堊世（蒙古）
1億2000萬年前，早白堊世（中國吉林）
本集出現的物種：耀龍 · 中華盜龍 · 甲蟲幼蟲 · 蜥鳥龍 · 偷蛋龍 · 巨盜龍 · 翔龙 · 小盜龍 · 中國鳥龍 · 熱河龍

#### 精英獵手（Last Killers）
7500萬年前，晚白堊世（加拿大阿爾伯塔）
7500萬年前，晚白堊世（美國阿拉斯加）
7500萬年前，晚白堊世（馬達加斯加）
本集出現的物種：懼龍 · 開角龍 · 傷齒龍 · 埃德蒙頓龍 · 瑪君龍 · 脅空鳥龍 · 掠食龍 · 尖角龍 · 恐鱷

#### 生存鬥爭（Fight for Life）
1.5億年前，晚侏羅世（斯瓦爾巴德群島）
1.5億年前，晚侏羅世（美國奧克拉荷馬）
本集出現的物種：菊石 · 扁鯊 · 啟莫里龍 · 魚 · 馮氏上龍 · 劍龍 · 彎龍 · 加登翼龍 · 異特龍 · 食蜥王龍（可能是異特龍的一個種）

#### 新生巨龍（New Giants）
9500萬年前，晚白堊世（阿根廷）
9500萬年前，晚白堊世（埃及）
本集出現的物種：阿根廷龍 · 湖氓翼龍 · 蠍獵龍 · 加斯帕里尼龍 · 馬普龍 · 豪勇龍 · 潮汐龍 · 稜角鱗鱷 · 帝鱷 · 鯊齒龍

#### 偉大的生還者（The Great Survivors）
6500萬年前，晚白堊世（羅馬尼亞哈提格島）
9200萬年前，晚白堊世（美國祖尼（Zuni）盆地）
8500萬年前，晚白堊世（蒙古）
本集出現的物種：重腿龍 · 馬扎爾龍 · Oardasaurus · 真神龍翼龍 · 哈特茲哥翼龍 · 郊狼暴龍 · 懶爪龍 · Chamops · 偷蛋龍 · 獨龍 · 巨盜龍